# Charlie Gehringer

Charles « Charlie » Leonard Gehringer (11 mai 1903 - 21 janvier 1993), surnommé The Mechanical Man (« L'homme mécanique »), est un joueur américain d'origine allemande de baseball. Joueur de deuxième but, il a joué dix-neuf saisons (1924-1942) pour les Tigers de Detroit. Il a été élu au Temple de la renommée du baseball en 1949.

## Biographie
Gehringer grandit à Fowlerville dans le Michigan. Il intégra la proche Université du Michigan en 1922.
Repéré par Bobby Veach, il est invité à une séance d'essai pour les Tigers de Détroit et le manager Ty Cobb lui fait signer un contrat immédiatement. Il est envoyé s'entraîner avec les Tecumsehs de London.
En 1927, un nouveau manager George Moriarty arrive et Gehringer, qui avait commencé à joueur pour les Tigers l'année précédente, est aligné avec d'autres grands batteurs dont Heinie Manush, Harry Heilmann, Lu Blue et Bob Fothergill.

Gehringer est généralement considéré comme l'un des plus grands joueur de deuxième but de tous les temps. Au cours de sa carrière, lui qui frappait à gauche et lancer à droite a compilé une moyenne au bâton de 0,320 et sept saisons avec plus de 200 coups sûrs. À titre de comparaison, ce total n'a jamais été atteint en une saison par Ted Williams ou Mickey Mantle et a été atteint qu'une seule fois par Willie Mays. Il était le frappeur star de la Ligue américaine en 1937 avec une moyenne au bâton 0,371 et a été logiquement nommée meilleur joueur de la ligue. Il a été parmi les dix favoris lors des votes de meilleur joueur sept années consécutives de 1932 à 1938.
Dans sa carrière, Gehringer parvient au total de 2 839 coups sûrs et 574 doubles, soit dans les deux cas au 19e rang de l'histoire de la Ligue majeure. Ses 7 068 assistances constituent le deuxième total le lus élevé dans l'histoire des ligues majeures pour un joueur de deuxième but.
Gehringer a également conduit les Tigers de Détroit à trois titres de la ligue américaine (1934, 1935 et 1940) et une Série mondiale (1935).
Connu pour sa régularité en tant que frappeur et joueur de champ, Gehringer reçu le surnom de The Mechanical Man (« L'homme mécanique ») par Lefty Gomez.
Après sa retraite sportive, il occupe un poste dans l'encadrement des Tigers.
Son numéro #2 a été retiré par les Tigers de Detroit et il a été élu au Temple de la renommée du baseball en 1949.
Gehringer est mort à Bloomfield Hills dans le Michigan à 89 ans.